# Viscum hoolei
Viscum hoolei är en sandelträdsväxtart som först beskrevs av Delbert Wiens, och fick sitt nu gällande namn av R.M. Polhill & D. Wiens. Viscum hoolei ingår i släktet mistlar, och familjen sandelträdsväxter. Inga underarter finns listade i Catalogue of Life.